# Provincije Laosa
Laos je podijeljen u 16 provincija (khoueng), 1 prefekturu (kampheng nakhon) i oblast glavnog grada (nakhon luang).
| Br. | Provincija            | Glavni grad   | Površina (km²) |
| --- | --------------------- | ------------- | -------------- |
| 1   | Attapeu               | Attapeu       | 10 320         |
| 2   | Bokeo                 | Ban Houayxay  | 6 196          |
| 3   | Bolikhamsai           | Pakxan        | 14 863         |
| 4   | Čampasak              | Pakse         | 15 415         |
| 5   | Houaphan              | Xam Neua      | 16 500         |
| 6   | Khammouane            | Thakhek       | 16 315         |
| 7   | Luang Namtha          | Luang Namtha  | 9 325          |
| 8   | Luang Prabang         | Luang Prabang | 16 875         |
| 9   | Oudomxay              | Muang Xay     | 15 370         |
| 10  | Phôngsali             | Phôngsali     | 16 270         |
| 11  | Xaignabouli           | Xaignabouli   | 16 389         |
| 12  | Salavan               | Salavan       | 10 691         |
| 13  | Savannakhét           | Savannakhet   | 21 774         |
| 14  | Sekong                | Sekong        | 7 665          |
| 15  | Vientiane i Vientiane | Vientiane     | 3 920          |
| 16  | Vientiane             | Phonhong      | 15 927         |
| 17  | Xiang Khouang         | Phonsavan     | 15 880         |

## Vanjske poveznice
- Statoid